# Dwunastu Apostołów (Puck)
Dwunastu Apostołów (kaszb. Dwanôsce Apòsztołôw) – pomnik przyrody nieożywionej nad brzegiem Zatoki Puckiej, na Pobrzeżu Kaszubskim, na obszarze puckiego osiedla Rozgard, w pobliżu Klifu puckiego. Pomnik stanowi grupę wypłukanych przez fale sztormowe głazów narzutowych (największy o obwodzie 7,2 m, wysokość 1,6 m) i jest objęty obszarem Nadmorskiego Parku Krajobrazowego.